# The Tour of Life
 (août 2012).
The Tour of Life (à l'origine connu sous le nom  "Lionheart Tour", et officiellement dénommé le Kate Bush Tour et par des sources externes comme le "Salon de Kate Bush" et "Kate Bush : On Tour ") est à ce jour la seule tournée réalisée par la chanteuse britannique Kate Bush. La tournée a duré un peu plus d'un mois à partir d'avril 1979. Composée de 24 titres[réf. souhaitée] de Kate extrait des deux premiers albums studio sortis en 1978, The Kick Inside et Lionheart. 
Cette tournée a bénéficié d'une bonne renommée, d'une part du fait de la chorégraphie de Kate Bush, qui a incorporé des tours de magie, de mime, et d'autre part grâce à l'utilisation de nouvelles technologies, Kate Bush étant la toute première chanteuse à utiliser un « micro-casque » sans fil créé de toutes pièces par ses ingénieurs pour lui permettre de danser aussi bien que de chanter. La mise en scène intégrait un écran de projection en arrière-plan et l'accompagnement de deux danseurs. La tournée a été marquée par la mort du directeur éclairagiste de Kate,  Bill Duffield, à qui un des spectacles de Londres a été dédié.